# Kalenkowicze
Kalenkowicze (biał. Каленкавічы, Kalienkawiczy) – agromiasteczko położone na Białorusi, w rejonie kamienieckim obwodzie brzeskim. Miejscowość wchodzi w skład sielsowietu Wierzchowice, dawniej Kalenkowicze były centrum sielsowietu Kalenkowicze (do 11 grudnia 2012 r.).
Większość mieszkańców zajmuje ludność białoruska wyznania prawosławnego, którzy mają swoją cerkiew (św. Mikołaja) w swojej miejscowości. We wsi mieszkają też Ukraińcy.
Wieś magnacka położona była w końcu XVIII wieku powiecie brzeskolitewskim województwa brzeskolitewskiego.